# Новые Фарладаны
Новые Фарладаны, Фырлэдений Ной, Новые Фарладены (рум. Fîrlădenii Noi) — село в Каушанском районе Молдавии. Наряду с селом Фарладаны входит в состав коммуны Фарладаны.

## География
Село расположено на высоте 103 метра над уровнем моря.

## Население
По данным переписи населения 2004 года, в селе Новые Фарладаны проживает 345 человек (157 мужчин, 188 женщин).
Этнический состав села:
| Национальность | Число жителей | Процентный состав |
| -------------- | ------------- | ----------------- |
| молдаване      | 340           | 98,55             |
| русские        | 3             | 0,87              |
| украинцы       | 1             | 0,29              |
| прочие         | 1             | 0,29              |
| Всего          | 345           | 100 %             |